# Zombie Spring Breakers
Zombie Spring Breakers (anteriormente Ibiza Undead ) es una película de terror de 2016 escrita y dirigida por Andy Edwards. Estrenada en el Festival de Cine FrightFest de Londres en agosto de 2016, la película está protagonizada por Cara Theobold y Matt King. La historia sigue una trama similar a Go Goa Gone de 2013.

## Sinopsis
Un grupo de jóvenes se dirige a Ibiza para pasar las vacaciones de su vida, solo para descubrir que un brote de zombis se interpone en su camino. En el mundo de Ibiza, los zombis no muertos son comunes y una nueva cepa de virus ha comenzado a aparecer en todo el mundo, convirtiendo a sus víctimas en maníacos carnívoros. Gran Bretaña se ha visto gravemente afectada, pero los zombis se controlan y los controles frecuentes aseguran que ningún portador de virus cruce las fronteras. El propietario del club, Karl (Matt King), decide que los zombis trastornados que bailan en el podio son justo lo que necesita para su club nocturno de Ibiza, por lo que encarga un barco lleno de ellos para introducirlos de contrabando. Su plan fracasa y su 'carga' acaba en el Mediterráneo. Pero los muertos vivientes no se quedan muertos, y cuando llegan a tierra, el paraíso vacacional de Ibiza pronto comienza a parecerse a una zona de guerra. Sin darse cuenta de estos eventos, una pandilla de jóvenes británicos, Jim, Alex y Az, llegan a la isla con la intención de pasar un buen rato.
Otros miembros del reparto incluyen a Cara Theobold como la exnovia de Alex, Ellie, la estrella de In betweeners Emily Atack como la hermana mayor de Alex, Algina Lipskis como Zara, y el experto en cine Alex Zane, que hace un cameo como promotor de un club.

## Cast
- Cara Theobold como Ellie
- Emily Ataque como Liz
- Algina Lipskis como Zara
- Jordan Coulson como Alex
- Homero Todiwala como Az
- Ed Kear como Big Jim
- Matt King como Karl
- Marcia do Vales como María
- Matt Kennard como Rupert
- Alex Felton como Todd
- Michael Wagg como Torval
- Alex Zane como anfitrión del club
- Chris Simmons como propietario de un café en la playa
- Seb Castang como Antonio
- Simon Brandon como Kenneth
- Callum Darcy como un zombi

## Recepción
Hollywood News sintió que la historia avanzaba bien pero tenía demasiados personajes, incluido Big Jim, a quien encontraron "un poco demasiado grosero y obsesionado con el sexo para ganarse a la audiencia". Bloody Disgusting le dio tres cráneos y medio de cinco diciendo: "Esta no es una gran película por ningún tramo de la imaginación, pero la disfruté mucho más de lo que me gustaría admitir... No es exactamente Shaun of the Dead, pero definitivamente vale la pena ver Zombie Spring Breakers".

Jessy Williams de la revista Scream criticó la película y escribió: "En general, Ibiza Undead es una decepción. Lo que podría haber sido una zomedia romántica, consciente, divertida e ingeniosa, es simplemente un desastre predecible que solo sirve para asegurar mi disgusto general por las comedias de terror que solo usan el sexo y el alcohol para generar risas". A Wicked Horror tampoco le gustó la película y dijo: "Desafortunadamente, Ibiza Undead es en su mayoría, como los muchachos en el centro de todo, un poco inútil. No es particularmente divertida y los elementos de terror no son lo suficientemente fuertes como para justificarla como una verdadera película de zombis".
1. ↑  Miska, Brad (30 de octubre de 2017). «‘Zombie Spring Breakers’ Infect This Week’s Thursday Nights at The Asylum:». Bloody Disgusting. Consultado el 31 de octubre de 2017.
2. ↑  Hughes, Kat (26 de agosto de 2016). «Frightfest 2016: ‘Ibiza Undead’ review». Hollywood News. Consultado el 31 de octubre de 2017.
3. ↑  H.C., Louis (31 de octubre de 2017). «[Review] ‘Zombie Spring Breakers’ Is a Surprisingly Effective Zom-Com». Bloody Disgusting. Consultado el 31 de octubre de 2017.
4. ↑  Williams, Jessy (12 de abril de 2017). «IBIZA UNDEAD: Film Review». Scream Magazine. Consultado el 31 de octubre de 2017.
5. ↑  Keogh, Joey (13 de septiembre de 2016). «Frightfest 2016 Review: Ibiza Undead». Wicked Horror. Consultado el 31 de octubre de 2017.